# Justin Watson
Justin Watson (Bridgeville, Pensilvania, 4 de abril de 1996) es un jugador profesional estadounidense de fútbol americano que se desempeña en la posición de wide receiver en Kansas City Chiefs, equipo de la National Football League (NFL).

## Carrera
Fue seleccionado en la quinta ronda en la Reunión Anual de Selección de Jugadores de la NFL de 2018. Hizo su debut profesional con el equipo Tampa Bay Buccaneers, en el cual jugó tres temporadas (2018-2021), posteriormente pasó a Kansas City Chiefs, donde lleva jugando dos temporadas.